# Барбуди
Барбудите (Polymixia) са род дребни животни от клас Лъчеперки (Actinopterygii), единственият в семейство Барбудови или Полимиксиеви (Polymixiidae), както и в разред Барбудоподобни (Polymixiiformes).
Те включват около 10 вида дълбоководни морски риби с характерни израстъци под подезичната кост. Разпространени са в тропичните и субтропични води на океаните. Повечето видове са дребни, но най-едрите достигат дължина 40 сантиметра.

## Видове
Разред Polymixiiformes – Барбудоподобни
- Семейство Polymixiidae – Барбудови
  - Род Polymixia – Барбуди
    - Polymixia berndti
    - Polymixia busakhini
    - Polymixia fusca
    - Polymixia japonica
    - Polymixia longispina
    - Polymixia lowei
    - Polymixia nobilis
    - Polymixia salagomeziensis
    - Polymixia sazonovi
    - Polymixia yuri